# Dave Garroway
David Cunningham Garroway, detto Dave (Schenectady, 13 luglio 1913 – Swarthmore, 21 luglio 1982), è stato un personaggio televisivo statunitense. È stato il primo presentatore del programma televisivo Today dal 1952 al 1961. Garroway è stato inserito nella Hollywood Walk of Fame e nella St. Louis Walk of Fame per i suoi contributi e partecipazioni al mondo della televisione e della radio.